# Leon Challenger
Il Torneo Internacional Challenger Leon è stato un torneo professionistico di tennis giocato su campi in cemento. Faceva parte dell'ATP Challenger Series. Si giocava annualmente a León in Messico.

## Albo d'oro

### Singolare
| Anno | Campione           | Finalista     | Punteggio            |
| ---- | ------------------ | ------------- | -------------------- |
| 2006 | Phillip Simmonds   | Dick Norman   | 3–6, 7–6(4), 6–2     |
| 2005 | Jo-Wilfried Tsonga | Glenn Weiner  | 7–5, 7–5             |
| 2004 | Jeff Salzenstein   | Wesley Moodie | 6–3, 3–6, 7–5        |
| 2003 | Alex Bogomolov Jr. | George Bastl  | 7–6(4), 6(3)–7, 6–4  |
| 2002 | Alexander Waske    | Ivo Heuberger | 7–6(7), 6(10)–7, 6–2 |

### Doppio
| Anno | Campioni                                    | Finalisti                              | Punteggio     |
| ---- | ------------------------------------------- | -------------------------------------- | ------------- |
| 2006 | Juan-Manuel Elizondo Miguel Gallardo-Valles | Dawid Olejniczak Alexander Satschko    | 6–3, 6–4      |
| 2005 | Jeff Coetzee Mark Merklein                  | Jason Marshall Huntley Montgomery      | 6–4, 4–6, 6–3 |
| 2004 | Bruno Echagaray Miguel Gallardo-Valles      | Frédéric Niemeyer Tripp Phillips       | 6–4, 7–6(1)   |
| 2003 | Ota Fukárek Jordan Kerr                     | Alex Bogomolov Jr. Alejandro Hernández | 4–6, 6–3, 6–4 |
| 2002 | Noam Behr Ota Fukárek                       | Yves Allegro Alexander Waske           | 7–6(6), 6–3   |